# 爱荷华影评人协会
爱荷华影评人协会（英語：Iowa Film Critics）美国爱荷华州的影评人协会，每年年末，协会会投票决定本年度各优秀电影，并且颁布奖项。

## 分类
其主要奖项分类有：
- 最佳男主角
- 最佳女主角
- 最佳影片
- 最佳导演
- 最佳男配角
- 最佳女配角
- 最佳动画片

## 多奖得主
历届爱荷华影评人协会奖的多奖得主有：《贫民百万富翁》、《为奴十二年》、《社交网战》、《在云端》、《身为人母》、《老无所依》。